# Abraham Tokazier
Abraham Tokazier (Helsinki, 29 settembre 1909 – Stoccolma, 7 aprile 1976) è stato un velocista finlandese di origini ebraiche, noto soprattutto per essere arrivato primo nei 100 metri piani durante i Campionati finlandesi assoluti di atletica leggera del 1938.
Tokazier faceva parte degli Urheiluseura Makkabi (ad oggi il più antico sports club ebraico ad aver avuto vita ininterrotta.)
A causa del vigente antisemitismo, gli fu certificato il quarto posto. La SUL (la Federazione finlandese di atletica leggera) ha rimediato a questo torto, sulla base dell'evidenza fotografica (e spinta dal successo di un romanzo che aveva in parte divulgato la vicenda), solo nel 2013. Pare che a causare (forse indirettamente) il torto fu la presenza di delegati nazisti alla gara.
La vicenda è stata ripresa, seppure attraverso un personaggio fittizio, dal connazionale scrittore Kjell Westö nel romanzo Miraggio 38 e ha avuto risonanza internazionale grazie alla vittoria del Nordisk råds litteraturpris (il più prestigioso premio letterario scandinavo).